# Irsai Zsigmond
Irsai Zsigmond, névváltozat: Irsay, született: Bozóky (Szekszárd, 1853. április 18. – Erzsébetfalva, 1918. október 18.) színész, színigazgató. 

## Pályafutása
Szülei Bozóky Sándor és Nuszdorfer Anna. Színésszé lett 1878. június 8-án, Hubay Gusztávnál. Eleinte engedély nélkül volt igazgató 1881-től, majd 1886. május 9-től már engedéllyel foglalkozott színigazgatással. A Magyar színházművészeti lexikon szerint 1887-ben amikor felesége elhunyt, a vándorélet küzdelmeit feladta és lemondott a társulatvezetésről, valamint a színi pályát is otthagyta. Ennek ellentmond a Budapesti Hírlap 1891. június 27-ei számában megjelent tudósítás, mely szerint akkortájt Irsay Fóton és Pécelen is engedély nélkül játszott társulatával, utóbbi helyen Jamriska Lajos községi jegyző ugrasztotta szét a truppot. Élete végén tisztviselőként dolgozott, 1918-ban hunyt el tüdővészben.
Első neje Kraus Kis Júlia (Nagyatád, 1847 – Tolnatamási, 1887. január 6.) színésznő, aki 1865. december 9-én kezdte a pályát. Második felesége Braun Katalin volt.

## Működési adatai
1885: Zalaszentgrót, Tapolca, Boglár, Letenye, Csáktornya; 1885–86: Alsólendva; 1886–87: Dombóvár.